# Brachowice
Brachowice (do 2009 Stare Brachowice) – wieś w Polsce położona w województwie łódzkim, w powiecie zgierskim, w gminie Zgierz.
W latach 1975–1998 miejscowość administracyjnie należała do ówczesnego województwa łódzkiego.
Do 31 grudnia 2008 wieś nosiła nazwę Stare Brachowice.